# Molini Marzoli Massari

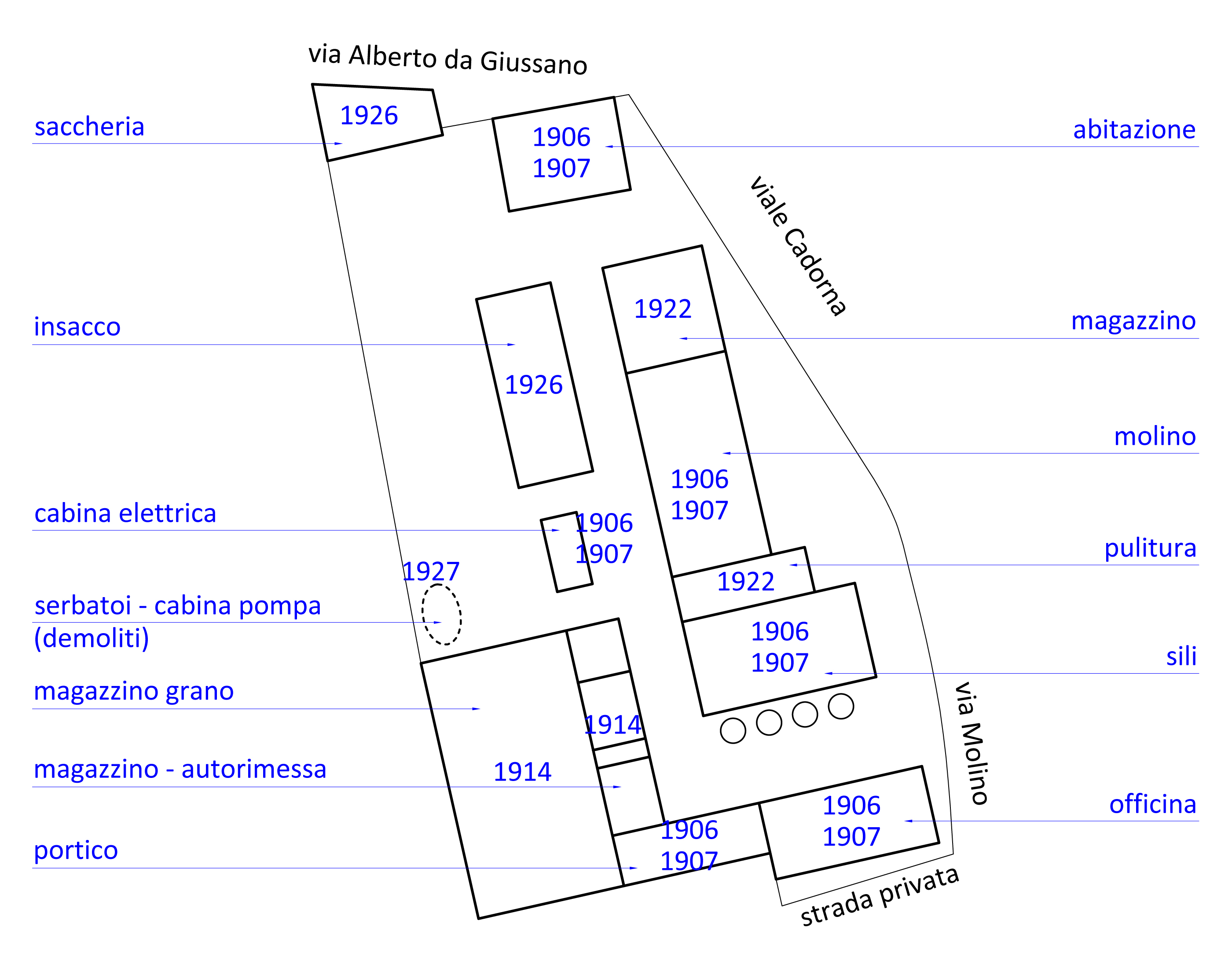
Planimetria generale dei Molini Marzoli Massari a Busto Arsizio con indicate le date di costruzione dei singoli edifici del complesso

I Molini Marzoli Massari sono stati tra i più importanti complessi industriali della città di Busto Arsizio; oggi gli edifici, acquistati dal comune, sono adibiti ad altre funzioni, diverse da quella produttiva.

## La Società Anonima Molini Marzoli Massari

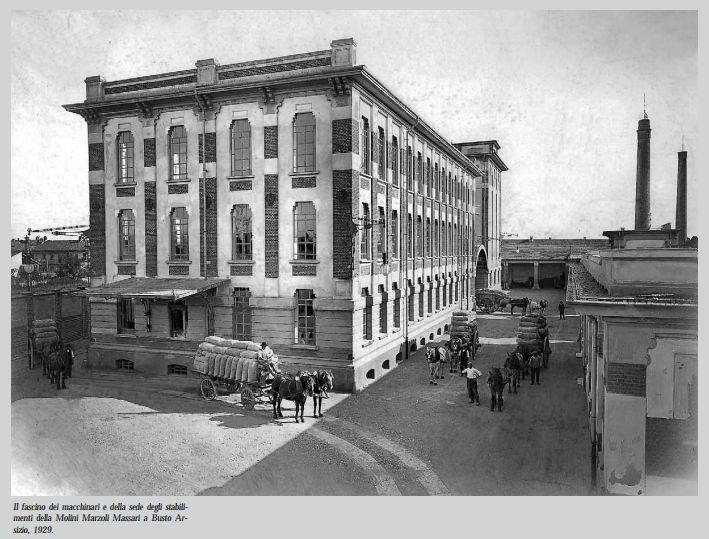
I Molini Marzoli in una foto d'epoca

Il 17 maggio 1897 nacque, per iniziativa del ragioniere Pietro Marzoli, del fratello Giovanni e del ragioniere Giovanni Massari, la Società in Accomandita Marzoli, Massari & C. a Varese, con lo scopo di realizzare un impianto per la macinazione del frumento. Venne costruito così il molino di Varese, l'unico operante nel nord milanese, che entrò in funzione nel 1898, con una potenzialità di macinazione di 150 quintali di frumento in una giornata. Questa potenzialità aumentò grazie al favore del mercato, raggiungendo i 300 quintali giornalieri, con un conseguente ampliamento degli stabili per la lavorazione del cereale.
Intanto, nel 1901, per iniziativa di Pietro Marzoli e per opera del fratello Attilio e di Cesare Besozzi, venne costituita la Società in Accomandita Besozzi, Marzoli & C. per la macinazione del granone, che pose il proprio impianto (con capacità di 120 quintali giornalieri e oleificio annesso) poco distante da quello per la macinazione del frumento di Varese.
Nel 1906 Pietro Marzoli pensò alla costruzione di uno stabilimento che potesse soddisfare le esigenze della vastissima zona industriale comprendente Gallarate, Legnano e Busto Arsizio. Per realizzare questo progetto, l'accomandita Marzoli & C. venne trasformata in Società Anonima Molini Marzoli Massari, la quale comprese il molino di Varese e assorbì il molino per il granone e l'oleificio della Besozzi, Marzoli & C. e iniziò la costruzione di un grande impianto a Busto Arsizio che avesse una capacità di 500 quintali giornalieri di frumento. Gli edifici comprendevano: il molino e pulitura, un silo per il grano con una capacità di 2500 tonnellate, una palazzina per abitazione, uffici, le scuderie e i servizi.
Tra il 1908 e il 1914 venne perfezionata e accresciuta la capacità degli stabilimenti.
Durante la prima guerra mondiale questi stabilimenti svolsero un grande lavoro per conto dei Consorzi Granari Provinciali e delle Autorità Militari. Nel 1919, quando tornò la libertà nella produzione e nel commercio dopo la guerra, la società diede il via ad un ammodernamento e riordino degli impianti. Così, aumentarono le capacità degli stabilimenti di Varese, così come quello di Busto Arsizio, che raggiunse i 1000 quintali nelle 24 ore. I lavori vennero completati nel 1926.
Dopo un'espansione nel napoletano, nel secondo dopoguerra vennero ulteriormente aumentate le capacità degli stabilimenti di Varese (ai quali venne aggiunto un pastificio) e di Busto Arsizio, dove la capacità venne aumentata a 1200 quintali per poi arrivare a 1400 quintali giornalieri.
Negli anni sessanta la Molini Marzoli Massari acquistò un ampio terreno a Mornago con l'intenzione di costruire un nuovo molino unificando gli impianti di Varese e Busto Arsizio posti in zone centrali delle due città; venne anche avviata un'attività di produzione di pane su scala industriale. Nel 1974 i terreni e i macchinari di Mornago furono venduti dalla nuova gestione che subentrò al vecchio nucleo familiare.
Negli anni settanta venne demolito il complesso di Varese, mentre nel 1975 lo stabilimento di Busto Arsizio cessò la sua attività, per poi essere acquistato dal Comune di Busto Arsizio nel 1985. Il 15 aprile 2000 vennero inaugurati gli immobili della ex Molini Marzoli Massari che avevano subito lavori di restauro voluti dallo stesso Comune.

## Architettura e utilizzo

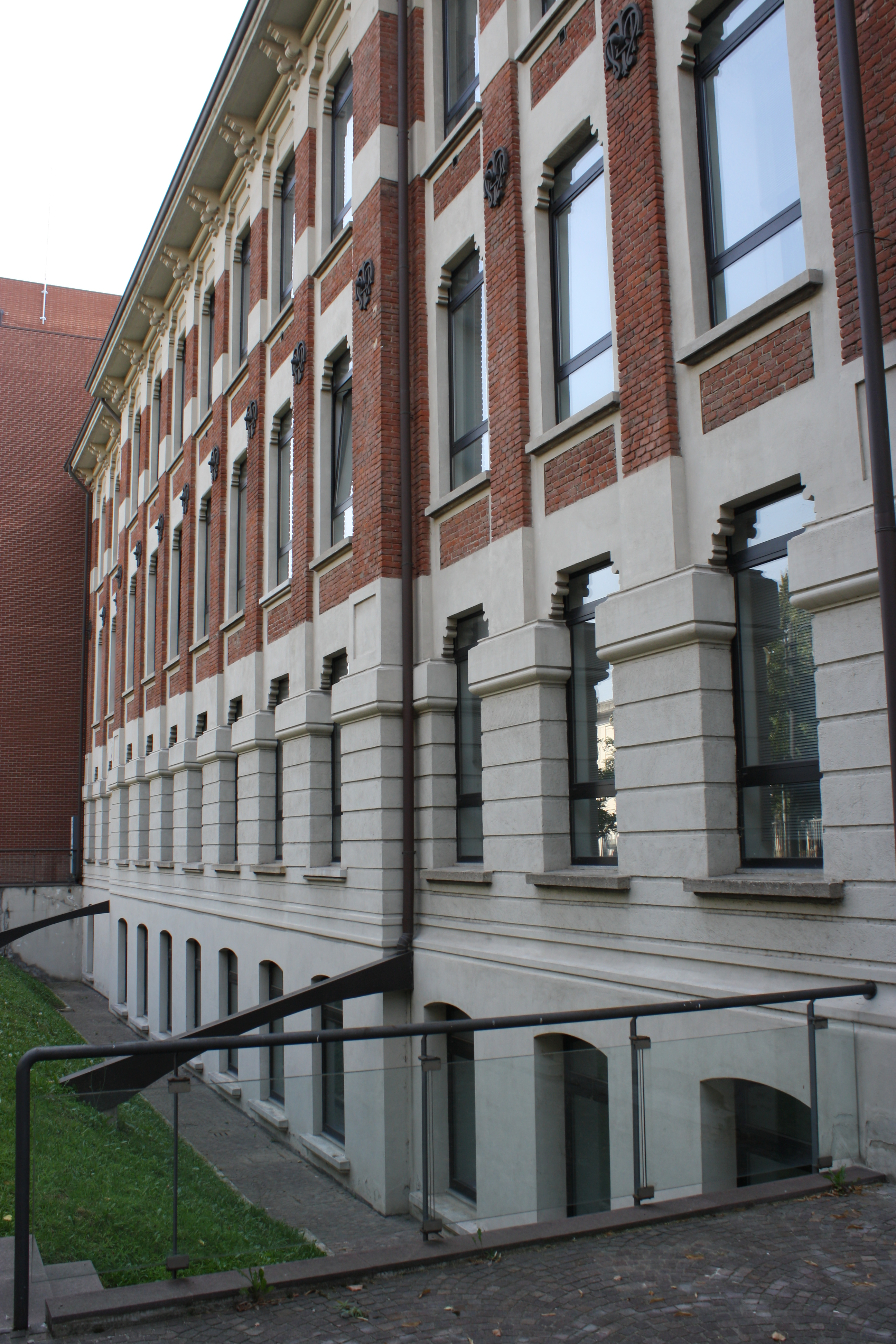
Particolare della facciata su viale Cadorna. Sulle lesene tra le finestre si vedono i ferri battuti raffiguranti il logo della Molini Marzoli Massari

Il complesso dei Molini Marzoli Massari venne edificato, nel periodo tra il 1906-1907 ad opera dell'ingegner Guglielmo Guazzoni, con successivi interventi liberty, fino al 1926, dell'architetto bustese Silvio Gambini.
Il progetto iniziale, del 1906, riguardava i fabbricati del molino, dei sili, della sede amministrativa, della officina con parti di servizio, della cabina elettrica e delle scuderie, progettate dall'ingegner Guglielmo Guazzoni, presso il quale Silvio Gambini lavorava. Successivamente, Gambini, dopo aver lasciato nel 1915 lo studio del Guazzoni (che morirà due anni dopo), si occupò della realizzazione dei magazzini del grano e le autorimesse, demolendo le scuderie e gli alloggi per i carrettieri; alcuni reparti di magazzinaggio e pulitura; l'edificio per l'insacco e la saccheria; i serbatoi e la cabina della pompa.
Lo stabilimento Marzoli è l'unico per la lavorazione del grano sul territorio bustese. Al piano seminterrato erano posizionati i macchinari elevatori, al piano rialzato i laminatoi, al primo piano i filtri e gli aspiratori e al secondo piano i buratti per il setacciamento del grano. Il complesso era collegato alla linea ferroviaria che occupava l'attuale sedime del viale Cadorna (detto “della Gloria”) prima di essere spostata più a est, nella posizione attuale. L'area dei Molini ha un'estensione di poco più di 9000 m² e al suo interno sono ancora visibili i binari che collegavano il complesso edilizio alla rete ferroviaria.
In linea orizzontale, la scansione ritmica delle superfici, il volume bloccato, la composizione centrale, il rigore logico distributivo delle piante dei fabbricati, la simmetria prospettica, uno stile spoglio che attinge la sua espressione dai principi costruttivi e dall'uso onesto dei materiali, uno spiccato senso della monumentalità, sono tra i caratteri dell'architettura di Otto Wagner; caratteri che si possono ritrovare nel complesso dei Molini Marzoli Massari.
Tutti i corpi di fabbrica presentano volumi geometrici semplici (grandi parallelepipedi sviluppati in orizzontale o verticale) con lineari superfici di prospetto a mattoni a vista e intonaci bianchi, scandite da modanature a poco rilievo ripetute in sequenza continua, che racchiudono aperture vetrate rettangolari, arricchite da eleganti profilature a motivi sinuosi nel corpo di fabbrica del molino vero e proprio e marcature in rilievo in cotto nel silos-tramogge; nella palazzina, destinata a rappresentanza, il gioco decorativo si fa più ricco con elementi floreali in cemento e ferri battuti di complesso raffinato disegno.
L'aspetto decorativo peculiare degli edifici del Molino appare più materico e coloristico che floreale, quindi più vicino alla severità compositiva, ma colorita, di Otto Wagner e all'Art Nouveau austriaca, piuttosto che a quella belga e francese.
Il complesso fu abbandonato negli anni sessanta, e acquistato dal Comune di Busto Arsizio nel 1985. Oggi, rinominato Tecnocity, è sede di:
- Polizia locale di Busto Arsizio (edificio centrale piano terra);
- una Sala convegni (Sala Tramogge) per 221 posti al piano rialzato e rialzato dell'edificio Tramogge;
- Centro per l'Impiego di Busto Arsizio (ex stalla e fienile);
- Agesp Servizi e alcuni uffici del Comune di Busto Arsizio;
- Alcune aziende private rivolte all'innovazione tecnologica e di processo: Allix S.r.l. e Senior S.r.l., Mitric S.r.l., Livrea, Sales Maker
- il Centro di Formazione/Diploma Universitario in Biologia, indirizzo Farmacologico e Tossicologico dell'Università dell'Insubria: nella palazzina, con la segreteria, la presidenza, gli studi per docenti e le sale riunioni; nell'edificio Insacco con tutte le aule normali e speciali e la biblioteca; nell'edificio a un piano su via Alberto da Giussano a disposizione di corsisti e studenti;
- l'ufficio Relazioni con il Pubblico del Comune di Busto Arsizio.
- Il Centro regionale delle Culture Lombarde[1].

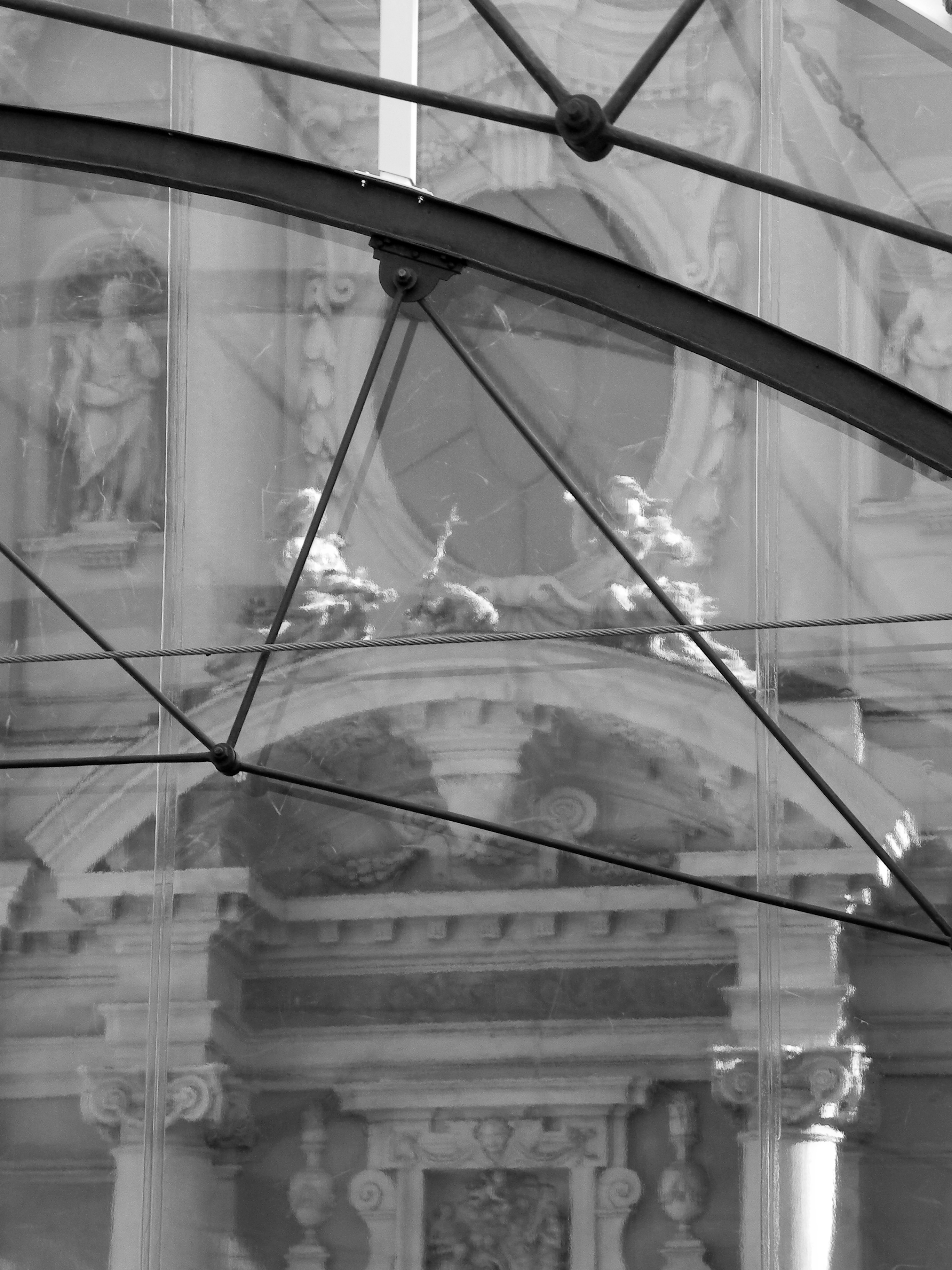
Particolare della struttura della pensilina trasferita in piazza San Giovanni

Una pensilina dei Molini Marzoli Massari con struttura in acciaio, smantellata al tempo del restauro del complesso, è stata restaurata e, a marzo 2015, montata in piazza San Giovanni, nel centro storico di Busto Arsizio: la struttura, delle dimensioni di 10×15 m, completata con elementi trasparenti in plexiglas, è stata rinominata Expo Hub, ed è servita ad ospitare manifestazioni ed eventi legati al Busto Arsizio Film Festival e ad Expo 2015. Successivamente è stata nuovamente spostata davanti alle Poste Centrali, dove si trova tuttora in condizioni di disuso ed abbandono.